# Richard Derr
Pour les articles homonymes, voir Derr (homonymie).
Richard Derr, né le 15 juin 1918 à Norristown, en Pennsylvanie (États-Unis) et mort le 8 mai 1992 à Santa Monica (Californie), est un acteur américain.
Il interpréta l'un des rôles principaux du film de science-fiction Le Choc des mondes en 1951.

## Filmographie
- 1941 : Charlie Chan in Rio (en) de Harry Lachman : Ken Reynolds
- 1941 : Man at Large (en) d'Eugene Forde : Phoney Col. Von Rohn
- 1942 : A Gentleman at Heart (en) de Ray McCarey : Stewart Haines
- 1942 : Castle in the Desert (en) de Harry Lachman : Carl Detheridge
- 1942 : Sex Hygiene (en) d'Otto Brower : acteur jouant un personnage
- 1942 : The Man Who Wouldn't Die d'Herbert I. Leeds : Roger Blake
- 1942 : Ten Gentlemen from West Point d'Henry Hathaway : Chester
- 1942 : Le Témoin disparu (Just Off Broadway) de Herbert I. Leeds : John Logan, avocat de la défense
- 1942 : Le commando frappe à l'aube (Commandos Strike at Dawn) de John Farrow : Gunnar Korstad
- 1943 : Tonight We Raid Calais : Captain
- 1943 : Cry Havoc : marin avec le thermomètre
- 1946 : Cœur secret (The Secret heart) : Larry Addams
- 1948 : Luxury Liner : Charles G.K. Worton
- 1948 : La mariée est folle (The Bride Goes Wild) : Bruce Kope Johnson
- 1948 : Jeanne d'Arc (Joan of Arc) : Jean de Metz (un chevalier)
- 1950 : Trahison à Budapest : Colonel russe Aleksandr Melnikov
- 1951 : Le Choc des mondes (When Worlds Collide) : David Randall
- 1952 : L'Ivresse et l'Amour (Something to Live For) de George Stevens : Tony Collins
- 1958 : The Invisible Avenger : Lamont Cranston
- 1959 : Terror Is a Man : William Fitzgerald
- 1959 : Children of Strangers (TV) : Kirby
- 1965 : The Adventures of Gallegher (série TV) : Mr. Dwyer
- 1967 : Rosie! : Lawyer
- 1968 : Three in the Attic : M. Clinton
- 1969 : Star Trek (TV) :  épisode Le Signe de Gédéon : Amiral Fitzgerald
- 1970 : Adam at Six A.M. : M. Gaines
- 1972 : The Victim (TV) : Policier d'autoroute
- 1974 : The Morning After (TV) : Dr Tillman
- 1975 : La Toile d'araignée (The Drowning Pool) : James Devereaux
- 1977 : SST: Death Flight (TV) : Gouverneur Stensky
- 1980 : American Gigolo : M. Williams
- 1982 : Washington Mistress (TV)
- 1982 : Firefox, l'arme absolue (Firefox) : Adm. Curtin